# 検視官江夏冬子
『検視官江夏冬子』（けんしかんえなつふゆこ）は、1997年から2001年までTBS系で放送されたテレビドラマシリーズ。全6回。主演は萬田久子。
放送枠は「月曜ドラマスペシャル」（第1作 - 第5作）、「月曜ミステリー劇場」（第6作）。
『女検視官江夏冬子』のタイトルが使用されることもある。

## キャスト

### 京都府警察本部
江夏冬子
演 - 萬田久子
検視官。
狩矢荘助
演 - 横内正（第1作 - 第3作・第5作・第6作）、若林豪（第4作）
刑事。階級は警部。冬子の上司。
黒崎
演 - 田中隆三（第3作）
刑事。
崎津
演 - 田中隆三（第4作 - 第6作）
刑事。
津久井
演 - 小林健（第2作 - 第4作・第6作）、角田英介（第5作）
刑事。
橋口
演 - 布施博
刑事。階級は警部補。冬子の部下。

### 京都府警科学捜査研究所
久遠
演 - 潮哲也
技官。

### その他
大道寺美佐枝
演 - 山村紅葉
冬子の友人で、冬子行きつけのスナック喫茶「110番」のママ。元交通課の婦警。

### ゲスト
第1作「京都清水坂殺人事件」（1997年）
- 杉尾志保（万作の後妻） - 萩尾みどり
- 杉尾朱子（万作の長女） - 中山忍
- 室永龍造（陶芸家） - 河原崎建三
- 中原功一郎（陶芸会社社長） - 高岡健二
- 島津清之介（老舗陶器店「桔梗堂」番頭） - 出光元
- 北園吾市（陶器店「万年屋」店主） - 江藤漢
- 西沢昭一（万作の先妻の姉の息子） - 小西博之
- 杉尾万作（老舗陶器店「桔梗堂」店主） - 玉生司郎
- 杉尾三千彦（万作の長男・1年前失踪） - 沢田憲一

第2作「京都冬化粧殺人事件」（1998年）
- 松永千佳子（クラブ「嵯峨」ママ） - 柏木由紀子
- 渡辺俊作（橋口の後輩の刑事） - 加勢大周
- 戸田雄一郎（京洛総合病院 外科部長・クラブ「嵯峨」常連客） - 寺泉憲
- 今西達朗（京洛総合病院 事務長） - 中丸新将
- 篠原（看護師） - 川俣しのぶ
- 湯島朱美（クラブ「嵯峨」ホステス・京洛総合病院 元看護婦） - あいだもも
- 北野良江（北野の妻） - 和泉ちぬ
- 戸田千春（戸田の妻・佐倉の娘） - 松永あつ実
- 刑事 - 水島涼太、谷村好一
- 佐倉周蔵（京洛総合病院 理事長） - 鈴木瑞穂
- 北野将之（京洛総合病院 内科部長） - 大出俊
- 小川幸子（クラブ「嵯峨」元ホステス・渡辺の婚約者） - 白鳥夕香
- 吉行（陶器店店主） - 依田英助
- 吉行の妻 - たうみあきこ
- 日本舞踊の師匠 - 松寺千恵美
- ボーイ - 石原聡

第3作「京都奥嵯峨殺人絵巻」（1998年）
- 村田直子（百合の姉・錦秋邸の家事手伝い） - 根本りつ子
- 上野雅夫（百合の夫・錦秋の弟子・入婿） - 岡野進一郎
- 上野加代子（錦秋の三番目の妻） - 水島かおり
- 永峰隆三（画商） - 三角八朗
- 石森さわ子（錦秋の二番目の妻） - 一柳みる
- 刑事 - 水島涼太、黒田真澄
- 嵯峨錦秋（著名な日本画家・本名「上野英一郎」） - 江原真二郎
- 高杉麻耶（モデル） - 椎名早苗
- 上野百合（錦秋の養女で元弟子） - 守祥子
- 看護師 - 杉原あつ子
- 本宮（警備員） - 石原聡
- 葬儀の受付 - 藏内秀樹
- 警察署員 - 石倉直樹
- 葬儀の受付 - 田口智之
- 上野純一（錦秋とさわ子の息子） - 三觜要介

第4作「京都宵山殺人事件」（1999年）
- 水野綾（水野の妻） - 秋本奈緒美
- 三沢ゆき子（雅子の友人） - 田中広子
- 田中サトコ（楠木の陶芸教室の生徒） - 大島蓉子
- 水野俊明（ギャラリー「雅蘭堂」経営者） - 四方堂亘
- 城戸浩市（楠木の一番弟子） - 河野洋一郎
- 高杉知世（楠木の陶芸教室の生徒・水野の愛人） - 諸江みなこ
- 楠木雅子（楠木の妻・現在行方不明） - 立原麻衣
- 佐久間弘（原田殺害の容疑者） - 小宮孝泰
- 原田裕次（殺人被害者） - 吉満涼太
- 楠木右京（陶芸家） - 三浦浩一

第5作「京都慕い雛殺人事件」（2000年）
- 柴田夏紀（江夏冬子の高校時代の同級生） - 石野真子
- 篠塚真純（荒木の元妻・荒木美里の母） - 三原じゅん子
- 芦川美子（雪子の華道の生徒） - 坂上香織
- 荒木光一（荒木美里の父） - 酒井敏也
- 大津（清華総合病院 小児科部長） - 佐戸井けん太
- 松原雪子（白鳥流の華道教授・清華総合病院 理事長夫人） - 一柳みる
- 春山静子（春山の妻） - 野村ちこ
- 春山四郎 - 桐生康詩
- 白鳥流の家元 - 工藤明子
- 佐伯秀夫（清華総合病院 外科部長） - 永島敏行

第6作「京都女人伝説殺人事件」（2001年）
- 松田篤子（京友禅「桔梗屋」経営者） - 大沢逸美
- 二条景子（ゆり子の姪） - 森下涼子
- 伏見修造（ゆり子の遠縁・骨董屋経営者） - ベンガル
- 二条ゆり子（作家） - 銀粉蝶
- 松田崇史（篤子の夫・友禅職人） - 西川忠志
- 米倉早苗（ブティックの支店長・川崎の愛人） - 秋篠美帆
- 大久保刑事 - 水島涼太
- 小松刑事 - 谷村好一
- 木暮達巳（洛北大学文学部 元助教授・ゆり子の元恋人・10年前の殺人被害者） - 中山和記
- 大杉荘八（二条家の執事） - 犬塚弘
- 川崎三郎（洛北大学文学部 教授・10年前の事件の容疑者） - 萩原流行

## スタッフ
- 原作 - 山村美紗
- 脚本 - 中岡京平
- 監督 - 合月勇
- プロデューサー - 山津俊一、田尻丈人
- 制作協力 - 松竹京都映画（1）、東通（2～）、KHKアート（2～）
- 製作 - 泉放送制作、TBS

## 放送日程
| 話数 | 放送日        | サブタイトル         | 原作                                       | 視聴率 |
| ---- | ------------- | -------------------- | ------------------------------------------ | ------ |
| 1    | 1997年6月30日 | 京都清水坂殺人事件   | 「京都清水坂殺人事件」                     |        |
| 2    | 1998年2月02日 | 京都冬化粧殺人事件   | 「寒がりの死体」所収「殺された婚約者」     | 17.0%  |
| 3    | 8月31日       | 京都奥嵯峨殺人絵巻   | 「故人の縊死により」所収「不自然な溺死体」 |        |
| 4    | 1999年9月13日 | 京都宵山殺人事件     | 「故人の縊死により」所収「告発の手紙」     | 16.2%  |
| 5    | 2000年3月06日 | 京都慕い雛殺人事件   | 「京都殺人地図」所収「偽装の殺人現場」     | 17.6%  |
| 6    | 2001年8月20日 | 京都女人伝説殺人事件 | 「故人の縊死により」                       | 14.7%  |

- 視聴率はビデオリサーチ調べ、関東地区・世帯